# 古樂慈
古樂慈（1966年4月10日—）是一位美籍匈牙利歷史學家、亞洲宗教藝術史學家和宗教比較學家，專長摩尼教藝術研究，她的研究領域也包括其他絲路宗教藝術，如景教和佛教。

## 背景
古樂慈於1990年離開匈牙利前往美國印第安納大學布魯明頓分校學習中央歐亞研究（Central Eurasian Studies）和藝術史學士後課程，1998年取得雙主修哲學博士學位。此後的1999至2003年，她在日本東京上智大學教授中亞藝術的歷史。她自2003年起任教於美國北亞利桑那大學的比較文化研究系。此外，她亦出版多部著述以及為學術期刊撰文。她於2016年獲頒古根漢基金人文獎（Guggenheim Fellowship for Humanities）。

## 所獲獎項
- 古根漢基金獎（英语：Guggenheim Fellowship）[5]
- [2]
- [2]
- [2]